# Ababinili
Ababinili (Aba Binili, Aba-Binili, Ubabeneli), Ababinili je Bog Stvoritelj kod plemena Chickasaw. Njegovo ime znači "onaj koji sjedi iznad" ili "stanuje iznad", a povezan je sa Suncem. Ababinili se smatra božanskim duhom bez ljudskog oblika ili atributa i obično se ne personificira u mitovima Chickasawa.